# Västervik (đô thị)

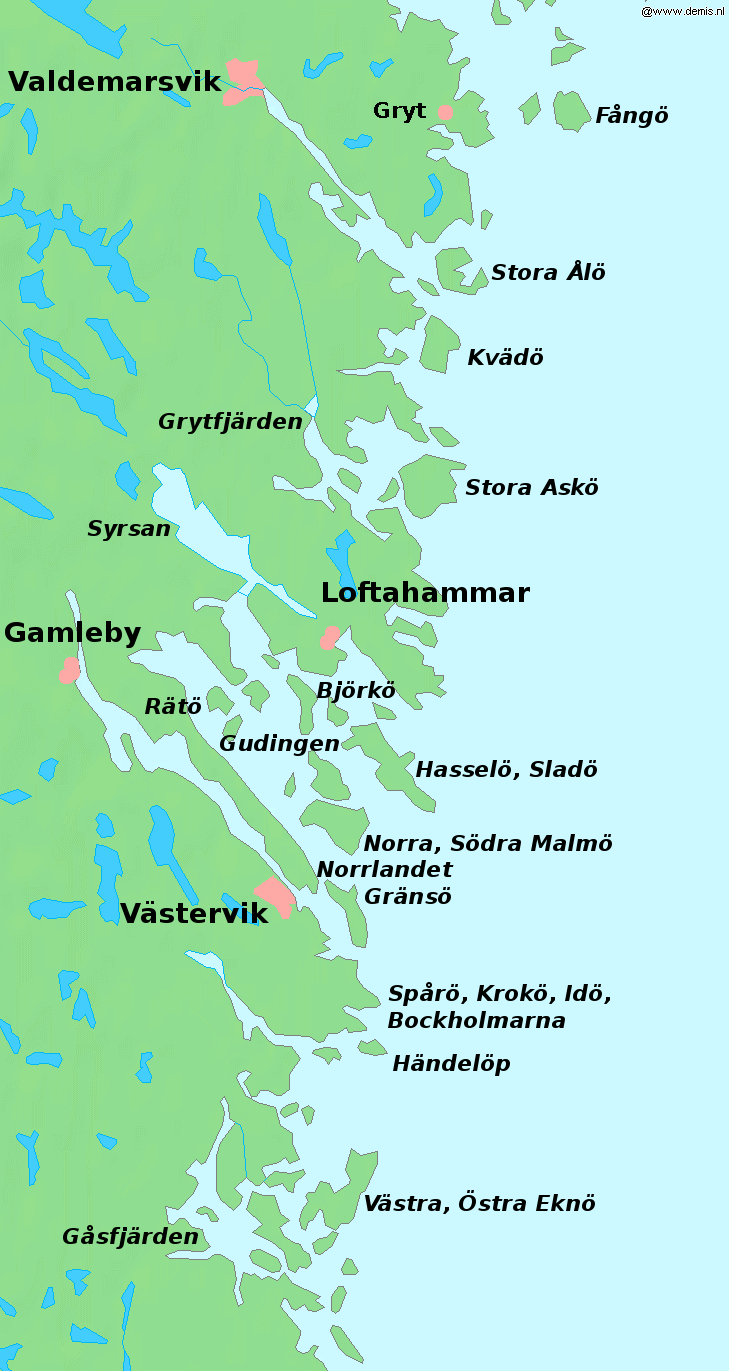
Västervik and Valdemarsvik Municipality are part of the Tjust region with a rich archipelago.

Đô thị Västervik (Västerviks kommun) là một đô thị ở hạt Kalmar, đông nam Thụy Điển, thủ phủ là thành phố Västervik.
Đô thị hiện nay được lập năm 1971 khi thành phố Västervik đã được hợp nhất với 8 đô thị nông nghiệp xung quanh.

## Các đơn vị dân cư trực thuộc
Có 11 khu vực đô thị (cũng gọi là Tätort hay đơn vị địa phương) ở đô thị Västervik.
Bảng dưới đây liệt kê các đơn vị trực thuộc của đô thị này theo quy mô dân số thời điểm 31 tháng 12 năm 2005. Thủ phủ được bôi đậm.
| #  | Địa phương  | Dân số |
| -- | ----------- | ------ |
| 1  | Västervik   | 20,694 |
| 2  | Gamleby     | 2,805  |
| 3  | Ankarsrum   | 1,337  |
| 4  | Överum      | 1,270  |
| 5  | Gunnebo     | 989    |
| 6  | Piperskärr  | 462    |
| 7  | Loftahammar | 432    |
| 8  | Hjorted     | 338    |
| 9  | Edsbruk     | 311    |
| 10 | Totebo      | 256    |
| 11 | Almvik      | 202    |